# Franziska Honsowitz-Friessnigg
Franziska Honsowitz-Friessnigg (* 27. Februar 1962) ist eine österreichische Diplomatin, die von 2018 bis 2022 Österreichische Botschafterin beim Heiligen Stuhl war.

## Leben
Honsowitz-Friessnigg übernahm nach ihrem Doktoratsstudium der Rechtswissenschaften an der Universität Graz 1984 diplomatische Aufgaben im Österreichischen Außenministerium im Sektor für die Vereinten Nationen sowie für Osteuropa und Südosteuropa. Vor ihrem Ruf in die Ständige Vertretung bei den Vereinten Nationen in New York war sie Botschaftsrätin der Österreichischen Botschaft in Bonn für Presseangelegenheiten. 2009 wurde sie mit dem Referat für Lateinamerika und die Karibik im Außenministerium betraut. Von September 2014 bis Oktober 2018 hatte Honsowitz-Friessnigg die Leitung der Österreichischen Botschaft in Algerien übernommen.
Seit 1. Oktober 2018 war sie Österreichs erste weibliche Botschafterin beim Heiligen Stuhl und zugleich mitakkreditierte Botschafterin in der Republik San Marino und beim Souveränen Malteserorden.

## Privates
Honsowitz-Friessnigg ist verheiratet, katholisch, hat zwei Kinder und spricht Englisch, Französisch, Italienisch und Spanisch.

## Auszeichnungen
- Großer Tiroler Adler-Orden (Beschluss 2021, Verleihung 2023)[4]